# Pomorie
Pomorie (Bulgaars: Поморие) is een stad en een gemeente in het zuidoosten van Bulgarije, gelegen op een nauw schiereiland in de baai van Boergas. De stad behoort tot de 20 grootste plaatsen in de Zwarte Zee Euregio. Pomorie ligt 20 kilometer ten noordoosten van Boergas en ongeveer 396 kilometer ten oosten van Sofia.

## Geschiedenis
Pomorie werd mogelijk in de 4e of 5e eeuw v.Chr. gesticht door de Oude Grieken, als kolonie van Apollonia (het huidige Sozopol). De stad wordt reeds omschreven in Strabo's Geographica. De stad heette destijds Anchialos, afgeleid van het Griekse "anchi-" ("nabij, dichtbij") en "als-" (zout of zee). In het Latijn werd de naam geschreven als Anchialus. De Bulgaren noemden de stad zelf Tuthom.
In 1453 werd de stad veroverd door de Ottomanen, en kwam bekend te staan als Ahyolu. Tijdens de Russisch Turkse Oorlog werd de stad veroverd door de Russen. De stad telde destijds 5.000 tot 6.000 inwoners en had zes Orthodoxe kerken. Nadat de Russen zich terugtrokken, verlieten veel christenen de stad.
In 1934 kreeg de stad zijn huidige naam, afgeleid van het Bulgaarse "po-" (nabij) en "more" (zee). Pomorie is vandaag de dag een belangrijke toeristische attractie.

## Bevolking
In 2020 telde de stad Pomorie 13.926 inwoners, terwijl de gelijknamige stad 27.791 inwoners had. Tussen 1934 en 1985 is het inwonersaantal van de stad continu gestegen. Sindsdien is het inwonersaantal min of meer stabiel gebleven.

### Etnische samenstelling
In de stad Pomorie wonen grotendeels etnische Bulgaren (10.781 ondervraagden in de telling van 2011), terwijl er ook een grote minderheid van etnische Turken aanwezig is (1.834 ondervraagden - 14,4%).
| Etnische samenstelling van de respondenten (2011) | Etnische samenstelling van de respondenten (2011) | Etnische samenstelling van de respondenten (2011) | Etnische samenstelling van de respondenten (2011) | Etnische samenstelling van de respondenten (2011) |
| ------------------------------------------------- | ------------------------------------------------- | ------------------------------------------------- | ------------------------------------------------- | ------------------------------------------------- |
|                                                   |                                                   |                                                   |                                                   |                                                   |
| Bulgaren                                          | Bulgaren                                          |                                                   | 84,6%                                             | 84,6%                                             |
| Turken                                            | Turken                                            |                                                   | 14,4%                                             | 14,4%                                             |
| Roma                                              | Roma                                              |                                                   | 0,1%                                              | 0,1%                                              |
| Anders/Onbekend                                   | Anders/Onbekend                                   |                                                   | 0,9%                                              | 0,9%                                              |

In de gemeente Pomorie vormen etnische Bulgaren 73,4% van de bevolking. De grootste minderheid vormen de etnische Turken met 4.947 personen, oftewel 20,2% van alle inwoners. Vier dorpen zijn nagenoeg uitsluitend bewoond door Turken, terwijl nog eens drie dorpen etnisch gemengd zijn (Strantsin, Galabets en Poroj). Daarnaast is er ook een grote groep van Roma: zij vormen 5,3% van de bevolking (1.307 personen). De Roma wonen vooral in de stad Kablesjkovo, maar ook in de dorpen Bata en Medovo.

### Religie
De laatste volkstelling werd uitgevoerd in februari 2011 en was optioneel. Van de 27.658 inwoners reageerden er 19.734 op de volkstelling. Van deze 19.734 ondervraagden waren er 13.527 lid van de Bulgaars-Orthodoxe Kerk, oftewel 68,5% van de bevolking. Verder werden er 3.397 moslims geteld, oftewel 17,2% van de bevolking. De rest van de bevolking had een andere geloofsovertuiging of was niet religieus.
| Religieuze samenstelling in februari 2011 | Religieuze samenstelling in februari 2011 | Religieuze samenstelling in februari 2011 | Religieuze samenstelling in februari 2011 | Religieuze samenstelling in februari 2011 |
| ----------------------------------------- | ----------------------------------------- | ----------------------------------------- | ----------------------------------------- | ----------------------------------------- |
|                                           |                                           |                                           |                                           |                                           |
| Bulgaars-Orthodoxe Kerk                   | Bulgaars-Orthodoxe Kerk                   |                                           | 68,55%                                    | 68,55%                                    |
| Katholieke Kerk                           | Katholieke Kerk                           |                                           | 0,40%                                     | 0,40%                                     |
| Protestantisme                            | Protestantisme                            |                                           | 2,37%                                     | 2,37%                                     |
| Islam                                     | Islam                                     |                                           | 17,21%                                    | 17,21%                                    |
| Geen                                      | Geen                                      |                                           | 2,16%                                     | 2,16%                                     |
| Anders/ Onbekend                          | Anders/ Onbekend                          |                                           | 9,31%                                     | 9,31%                                     |

## Gemeente Pomorie
De gemeente Pomorie bestaat uit 17 plaatsen: drie steden en 14 dorpen. Bijna de helft van de bevolking van de gemeente Pomorie woont in de stad Pomorie.
| Acheloj          | Ахелой         | -                       | 13,2   | 2.469  |
| Aleksandrovo     | Александрово   | Kara Kaya (Arnavut Köy) | 11,093 | 102    |
| Bata             | Бата           | Batacık                 | 30,194 | 1.117  |
| Belodol          | Белодол        | Emirköy                 | 13,282 | 463    |
| Dabnik           | Дъбник         | Osman köy               | 8,142  | 775    |
| Gaberovo         | Габерово       | Gürgen Köy              |        | 555    |
| Galabets         | Гълъбец        | Tatar köy               |        | 1.253  |
| Goritsa          | Горица         | Orman                   |        | 864    |
| Kablesjkovo      | Каблешково     | Davutlu                 | 52,514 | 2.926  |
| Kamenar          | Каменар        | Alikarya                | 10,573 | 349    |
| Kosovets         | Косовец        | Kos köy                 |        | 231    |
| Kozitsjinovo     | Козичино       | Erkeç                   | 98,368 | 212    |
| Laka             | Лъка           | Eski Paslı              | 13,617 | 203    |
| Medovo           | Медово         | Balcı Köy               | 15,702 | 398    |
| Poroj            | Порой          | Koparan                 | 16,991 | 905    |
| Pomorie          | Поморие        | Ahyolu                  | 49,879 | 13.579 |
| Strantsin        | Страцин        | Ahlı                    | 15,761 | 1.257  |
| Gemeente Pomorie | община Поморие | -                       | 413,19 | 27.658 |